# Lunag Ri
El Lunag Ri es una montaña en el Himalaya, en la cordillera Rolwaling. Posee una altura de 6895 o 6907 m s. n. m..
Se encuentra en la frontera entre Nepal y la República Popular China, a 11,7 km al oeste-suroeste de Cho Oyu (8188 m). El Jobo Rinjang (6778 m) forma una cumbre del lado sureste. En el flanco sur corre el glaciar Lunag. En el este, fluye el glaciar Nangpa. En la vertiente norte se encuentra el área de alimentación del glaciar Shalong.

## Primera ascensión
La primera ascensión fue realizada el 25 de octubre de 2018 por el alpinista y escalador austriaco David Lama sin ayuda. Lama y el estadounidense Conrad Anker fracasaron anteriormente en noviembre de 2015 y nuevamente 2016 después de que Anker sufriera un infarto durante el ascenso. Poco después, en un primer intento en solitario, Lama alcanzó los 6700 metros.